# 먼지말목
먼지말목(Desmidiales)은 녹조류에 속하는 목으로, 약 40개 속에 5,000여 종에서 6,000여 종을 포함하고 있으며, 주로 담수에서 발견되지만 담수에서만 발견되는 것은 아니다.

## 하위 과
- 반달말과 (Closteriaceae)
- 먼지말과 (Desmidiaceae)
- 막대먼지말과 (Gonatozygaceae)
- 기둥먼지말과 (Peniaceae)

## 참고 문헌
- Survey of Clare Island 1990 - 2005, noting the Desmidiales recorded. Ed. Guiry, M.D., John, D.M., Rindi, F. and McCarthy, T.K. 2007. New Survey of Clare Island. Volume 6: The Freshwater and Terrestrial Algae. Royal Irish Academy. ISBN 13: 978-1-904890-31-7</ref>